# شین پرکینز
شین پرکینز (روسی: Шейн Перкинс؛ زادهٔ ۳۰ دسامبر ۱۹۸۶) دوچرخه‌سوار اهل استرالیا است.
وی در مسابقات کشوری و بین‌المللی در مجموع برندهٔ ۳ مدال طلا، ۲ مدال نقره، ۴ مدال برنز شده‌است.